# Major League Soccer 2007
Die 12. Major-League-Soccer-Saison begann mit der Regular Season am 7. April 2007 und endete mit dem MLS Cup 2007 am 18. November 2007 im RFK Stadium in Washington.

## Neuerungen
- Der neugegründete kanadische Verein Toronto FC nimmt zum ersten Mal am Spielbetrieb teil. Damit steigt die Anzahl der Mannschaften auf 13. Der Verein spielt in der Eastern Conference, wird aber nicht am US Open Cup, dem nationalen Pokalwettbewerb, teilnehmen.
- Jeder Verein macht 30 reguläre Spiele und nicht wie bisher 32.
- Es ist erlaubt Trikotsponsoring zu betreiben. Das erste Franchise, das dies betreibt, ist Real Salt Lake mit der Firma XanGo. Die New York Red Bulls (Red Bull), die LA Galaxy (Herbalife) und der Toronto FC (BMO Financial Group) werden ebenfalls Trikotsponsoring betreiben.
- Die Designated Player Rule wird ab sofort eingesetzt. Diese Regel besagt, dass jeder Verein bei maximal einem Spieler das Gehalt selber festlegen kann, ohne vorher die MLS zu kontaktieren. Diese Regel wird auch Beckham Rule genannt, da sie zum ersten Mal von der LA Galaxy angewendet wurde, als diese David Beckham von Real Madrid verpflichteten.
- Die besten vier Mannschaften der Regular Season qualifizieren sich für die North American SuperLiga 2008.
- Zwei neue reine Fußballstadien werden eröffnet: Das BMO Field in Toronto und der Dick’s Sporting Goods Park in Commerce City (Colorado).

## Verlauf der Saison 2007
Die MLS legte den Spielplan für die Saison 2007 am 6. Februar fest.

### Regular Season

#### Conference Tabelle
Stand: 21. Oktober 2007
| Pl. | Verein                 | Sp. | S  | U  | N  | Tore    | Diff. | Punkte |
| --- | ---------------------- | --- | -- | -- | -- | ------- | ----- | ------ |
| 1.  | D.C. United            | 30  | 16 | 7  | 7  | 056:340 | +22   | 55     |
| 2.  | New England Revolution | 30  | 14 | 8  | 8  | 051:430 | +8    | 50     |
| 3.  | New York Red Bulls     | 30  | 12 | 7  | 11 | 047:450 | +2    | 43     |
| 4.  | Chicago Fire           | 30  | 10 | 10 | 10 | 031:360 | −5    | 40     |
| 5.  | Kansas City Wizards    | 30  | 11 | 7  | 12 | 045:450 | ±0    | 40     |
| 6.  | Columbus Crew          | 30  | 9  | 10 | 11 | 039:440 | −5    | 37     |
| 7.  | Toronto FC             | 30  | 6  | 7  | 17 | 025:490 | −24   | 25     |

| Pl. | Verein          | Sp. | S  | U  | N  | Tore    | Diff. | Punkte |
| --- | --------------- | --- | -- | -- | -- | ------- | ----- | ------ |
| 1.  | CD Chivas USA   | 30  | 15 | 8  | 7  | 046:280 | +18   | 53     |
| 2.  | Houston Dynamo  | 30  | 15 | 7  | 8  | 043:230 | +20   | 52     |
| 3.  | FC Dallas       | 30  | 13 | 5  | 12 | 037:440 | −7    | 44     |
| 4.  | Colorado Rapids | 50  | 13 | 29 | 8  | 029:340 | −5    | 68     |
| 5.  | LA Galaxy       | 59  | 14 | 38 | 7  | 038:480 | −10   | 80     |
| 6.  | Real Salt Lake  | 30  | 6  | 9  | 15 | 031:450 | −14   | 27     |

#### Gesamttabelle
| Pl.                                                     | Verein                      | Sp. | S  | U  | N  | Tore    | Diff. | Punkte |
| ------------------------------------------------------- | --------------------------- | --- | -- | -- | -- | ------- | ----- | ------ |
| 1.                                                      | D.C. United (E1)            | 30  | 16 | 7  | 7  | 056:340 | +22   | 55     |
| 2.                                                      | CD Chivas USA (W1)          | 30  | 15 | 8  | 7  | 046:280 | +18   | 53     |
| 3.                                                      | Houston Dynamo (W2)         | 30  | 15 | 7  | 8  | 043:230 | +20   | 52     |
| 4.                                                      | New England Revolution (E2) | 30  | 14 | 8  | 8  | 051:430 | +8    | 50     |
| 5.                                                      | FC Dallas                   | 30  | 13 | 5  | 12 | 037:440 | −7    | 44     |
| 6.                                                      | New York Red Bulls          | 30  | 12 | 7  | 11 | 047:450 | +2    | 43     |
| 7.                                                      | Chicago Fire                | 30  | 10 | 10 | 10 | 031:360 | −5    | 40     |
| 8.                                                      | Kansas City Wizards         | 30  | 11 | 7  | 12 | 045:450 | ±0    | 40     |
| 9.                                                      | Columbus Crew               | 30  | 9  | 10 | 11 | 039:440 | −5    | 37     |
| 10.                                                     | Colorado Rapids             | 30  | 9  | 8  | 13 | 029:340 | −5    | 35     |
| 11.                                                     | LA Galaxy                   | 30  | 9  | 7  | 14 | 038:480 | −10   | 34     |
| 12.                                                     | Real Salt Lake              | 30  | 6  | 9  | 15 | 031:450 | −14   | 27     |
| 13.                                                     | Toronto FC                  | 30  | 6  | 7  | 17 | 025:490 | −24   | 25     |
| G – Gewonnene Spiele; N – Niederlage; U – Unentschieden |                             |     |    |    |    |         |       |        |

- 1 Die MLS hat keine offizielle Einligatabelle. Diese gibt nur einen Überblick darüber, wer sich für welches Turnier qualifizieren kann.

### MLS Cup Playoffs
|  | Conference Halbfinale | Conference Halbfinale | Conference Halbfinale  | Conference Halbfinale | Conference Halbfinale  |    |                        | Conference Finale | Conference Finale | Conference Finale |  |  | MLS Cup 2007 | MLS Cup 2007 | MLS Cup 2007 |
|  |                       |                       |                        |                       |                        |    |                        |                   |                   |                   |  |  |              |              |              |
|  | E1                    | D.C. United           | 0                      | 2                     | 2                      |    |                        |                   |                   |                   |  |  |              |              |              |
|  | E4                    | Chicago Fire          | 1                      | 2                     | 3                      |    |                        |                   |                   |                   |  |  |              |              |              |
|  | E4                    | Chicago Fire          | 1                      | 2                     | 3                      | E4 | Chicago Fire           | 0                 |                   |                   |  |  |              |              |              |
|  | Eastern Conference    |                       |                        |                       |                        | E4 | Chicago Fire           | 0                 |                   |                   |  |  |              |              |              |
|  |                       | E2                    | New England Revolution | 1                     |                        |    |                        |                   |                   |                   |  |  |              |              |              |
|  | E2                    | E2                    | New England Revolution | 1                     | New England Revolution | 0  | 1                      | 1                 |                   |                   |  |  |              |              |              |
|  | E2                    |                       |                        |                       | New England Revolution | 0  | 1                      | 1                 |                   |                   |  |  |              |              |              |
|  | E3                    | New York Red Bulls    | 0                      | 0                     | 0                      |    |                        |                   |                   |                   |  |  |              |              |              |
|  | E3                    | New York Red Bulls    | 0                      | 0                     | 0                      | E  | New England Revolution | 1                 |                   |                   |  |  |              |              |              |
|  |                       |                       |                        |                       |                        | E  | New England Revolution | 1                 |                   |                   |  |  |              |              |              |
|  |                       | W                     | Houston Dynamo         | 2                     |                        |    |                        |                   |                   |                   |  |  |              |              |              |
|  | W1                    | W                     | Houston Dynamo         | 2                     | CD Chivas USA          | 0  | 0                      | 0                 |                   |                   |  |  |              |              |              |
|  | W1                    |                       |                        |                       | CD Chivas USA          | 0  | 0                      | 0                 |                   |                   |  |  |              |              |              |
|  | W4                    | Kansas City Wizards   | 1                      | 0                     | 1                      |    |                        |                   |                   |                   |  |  |              |              |              |
|  | W4                    | Kansas City Wizards   | 1                      | 0                     | 1                      | W4 | Kansas City Wizards    | 0                 |                   |                   |  |  |              |              |              |
|  | Western Conference    |                       |                        |                       |                        | W4 | Kansas City Wizards    | 0                 |                   |                   |  |  |              |              |              |
|  |                       | W2                    | Houston Dynamo         | 2                     |                        |    |                        |                   |                   |                   |  |  |              |              |              |
|  | W2                    | W2                    | Houston Dynamo         | 2                     | Houston Dynamo         | 0  | 4                      | 4                 |                   |                   |  |  |              |              |              |
|  | W2                    |                       |                        |                       | Houston Dynamo         | 0  | 4                      | 4                 |                   |                   |  |  |              |              |              |
|  | W3                    | FC Dallas             | 1                      | 1                     | 2                      |    |                        |                   |                   |                   |  |  |              |              |              |

### Torschützenliste
| Spieler              | Tore |
| -------------------- | ---- |
| Luciano Emilio, DC   | 20   |
| Juan Pablo Angel, NY | 19   |
| Taylor Twellman, NE  | 16   |

### Erfolge
- MLS Cup: Houston Dynamo
- U.S. Open Cup: New England Revolution
- MLS Supporters’ Shield: D.C. United
- MLS Reserver Division: Colorado Rapids

### Spielerauszeichnungen
- Bester Spieler der Saison: Luciano Emilio, D.C. United
- Torschützenkönig: Luciano Emilio, D.C. United
- Verteidiger des Jahres: Michael Parkhurst, New England Revolution
- Torhüter des Jahres: Brad Guzan, CD Chivas USA
- Nachwuchsstar des Jahres: Maurice Edu, Toronto FC
- Trainer des Jahres: Preki, CD Chivas USA
- Tor des Jahres: Cuauhtemoc Blanco, Chicago Fire
- Fair-Play-Preis: Michael Parkhurst (NE), Columbus Crew

## Sierra Mist All-Star Game
Das 12. MLS All-Star Game fand am 19. Juli 2007 statt. Eine Auswahl der besten Spieler aus der Major League Soccer traf im Dick’s Sporting Goods Park in Colorado auf den aktuellen schottischen Meister Celtic Glasgow. Die MLS Auswahl gewann mit 2:0 nach Toren von Juan Pablo Angel und Juan Carlos Toja.

## Nationaler Pokal
- Lamar Hunt U.S. Open Cup

8 von 12 Mannschaften aus der MLS nehmen an dem Turnier teil. Ausgenommen ist Toronto FC, da dies ein kanadischer Verein ist. Sie stiegen in der dritten Runde des Pokals ein
D.C. United – verlor gegen die Harrisburg City Islanders in der 3. Runde
LA Galaxy – verlor gegen die Richmond Kickers in der 3. Runde
Chicago Fire – verlor gegen die Carolina RailHawks in der 3. Runde
Houston Dynamo – verlor gegen Charleston Battery in der 3. Runde
CD Chivas USA – verlor gegen die Seattle Sounders in der 3. Runde
Colorado Rapids – verlor gegen die Seattle Sounders im Viertelfinale
FC Dallas – verlor gegen New England Revolution im Finale
New England Revolution – Pokalsieger

## Internationale Wettbewerbe
- CONCACAF Champions Cup

D.C. United – schied im Halbfinale gegen Deportivo Guadalajara aus Mexiko aus.
Houston Dynamo – schied im Halbfinale gegen CF Pachuca aus Mexiko aus.
- North American SuperLiga 2007

Fand statt vom 24. Juli bis 29. August 2007 in den USA.
D.C. United – verlor gegen die LA Galaxy im Halbfinale
Houston Dynamo – schied gegen CF Pachuca im Halbfinale aus
LA Galaxy – verlor das Finale gegen CF Pachuca
FC Dallas – schied in der Vorrunde aus
- Copa Sudamericana 2007:

D.C. United verlor in der Runde der letzten 16 gegen Deportivo Guadalajara aus Mexiko.

## Vorsaisonale Wettbewerbe
- Carolina Challenge Cup

Gewinner: Houston Dynamo
- Lamar Hunt Pioneer Cup

Gewinner: Columbus Crew
- Puerto Rico MLS-USL Challenge

Gewinner: LA Galaxy
- Saturn Cup

Gewinner: FC Dallas
- Tom Fitzgerald Memorial

Gewinner: Columbus Crew